# Castell de Kasugayama
El castell Kasugayama (春日山城, Kasugayama-jō) és un castell japonès localitzat a Joetsu, a la prefectura de Niigata, Japó.
El castell Kasugayama va ser la principal Fortalesa d'Uesugi Kenshin durant el període Sengoku quan va arribar a aquesta regió en 1548. Després de la mort de Kenshin, el seu nebot Uesugi Kagekatsu va guanyar el seu control després d'una sèrie de batalles amb Uesugi Kagetora, el fill adoptiu de Kenshin. Vint anys després, el clan Hori es va convertir en el governant de Kasugayama però van decidir que el castell no era un bon lloc per governar per la qual cosa van construir un altre castell a Fukushima pel que la fortalesa va ser abandonada el 1607.
El castell Kasugayama és considerat dins dels cinc castells de muntanya més grans del Japó, juntament amb el castell Odani, el castell Nana, el castell Kannoji i el castell Gassantoda encara que al dia d'avui només queden les seves ruïnes.